# Eplingiella
Eplingiella, biljni rod iz porodice usnatica smješten u podtribus Hyptidinae, dio tribusa Salviae. Opisan je u Phytotaxa 58: 21–22. 2012.  Sastoji se od 4 vrste, sve su Brazilski endemi. Tipična je Eplingiella fruticosa, a posljednja vrsta, Eplingiella sanoi, otkrivena je 2024. u brazilskoj državi Minas Gerais. 

## Opis
Polugrmovi i grmovi.

## Vrste
1. Eplingiella brightoniae Harley
2. Eplingiella cuniloides (Epling) Harley & J.F.B.Pastore
3. Eplingiella fruticosa (Salzm. ex Benth.) Harley & J.F.B.Pastore
4. Eplingiella sanoi Antar, A.Soares & Harley